# Torneio Pentagonal do México de 1963
O Torneio Pentagonal do México de 1963 foi a 7ª edição do Torneio Internacional da Cidade do México, competição internacional disputada no México.
Foi disputada por três equipes mexicanas (América, Chivas Guadalajara e Oro Jalisco), o Vasco do Brasil e o Dukla Praha da Tchecoslováquia. O Vasco da Gama foi o campeão desta edição, de forma invicta.
Todos os jogos foram realizados no Estádio Olímpico Universitário, na Cidade do México.

## Participantes
- Club de Fútbol América
- Club Deportivo Chivas Guadalajara
- Club Deportivo Oro
- Club de Regatas Vasco da Gama
- FK Dukla Praha

## Classificação final
| Pos. | Time               | Pts | J | V | E | D | GP | GC | SG |
| ---- | ------------------ | --- | - | - | - | - | -- | -- | -- |
| 1    | Vasco da Gama      | 6   | 4 | 2 | 2 | 0 | 8  | 2  | +6 |
| 2    | Dukla Praga        | 5   | 4 | 2 | 1 | 1 | 5  | 4  | +1 |
| 3    | América            | 4   | 4 | 2 | 0 | 2 | 4  | 4  | 0  |
| 4    | Chivas Guadalajara | 4   | 4 | 1 | 2 | 1 | 4  | 4  | 0  |
| 5    | Club Oro           | 1   | 4 | 0 | 1 | 3 | 3  | 10 | –7 |

## Partidas
| 10 de janeiro de 1963 | Club de Fútbol América | 0-1 | Club de Regatas Vasco da Gama | Estádio Olímpico Universitário, Cidade do México |
|                       |                        |     | Saulzinho                     |                                                  |

| 13 de janeiro de 1963 | Club Deportivo Guadalajara | 2-0 | FK Dukla Praha | Estádio Olímpico Universitário, Cidade do México |
|                       |                            |     |                |                                                  |

| 17 de janeiro de 1963 | Club Deportivo Oro | 0-5 | Club de Regatas Vasco da Gama                          | Estádio Olímpico Universitário, Cidade do México |
|                       |                    |     | Sabará · Maranhão · Ruvalcaba (c) · Villadoniga · Écio |                                                  |

| 20 de janeiro de 1963 | Club Deportivo Guadalajara | 1-1 | Club de Regatas Vasco da Gama | Estádio Olímpico Universitário, Cidade do México |
|                       |                            |     | Saulzinho                     |                                                  |

| 24 de janeiro de 1963 | Club de Fútbol América | 0-2 | FK Dukla Praha | Estádio Olímpico Universitário, Cidade do México |
|                       |                        |     |                |                                                  |

| 24 de janeiro de 1963 | Club Deportivo Guadalajara | 1-1 | Club Deportivo Oro | Estádio Olímpico Universitário, Cidade do México |
|                       |                            |     |                    |                                                  |

| 27 de janeiro de 1963 | Club Deportivo Oro | 1-2 | FK Dukla Praha | Estádio Olímpico Universitário, Cidade do México |
|                       |                    |     |                |                                                  |

| 27 de janeiro de 1963 | Club de Fútbol América | 2-0 | Club Deportivo Guadalajara | Estádio Olímpico Universitário, Cidade do México |
|                       |                        |     |                            |                                                  |

| 31 de janeiro de 1963 | Club de Regatas Vasco da Gama | 1-1 | FK Dukla Praha | Estádio Olímpico Universitário, Cidade do México |
|                       | 11' Ronaldo                   |     | 87' Koucera    |                                                  |

| 31 de janeiro de 1963 | Club de Fútbol América | 2-1 | Club Deportivo Oro | Estádio Olímpico Universitário, Cidade do México |
|                       |                        |     |                    |                                                  |

## Premiação
| Torneio Internacional da Cidade do México de 1963 |
| Brasil                                            |
| ------------------------------------------------- |
| VASCO DA GAMA Campeão (1.º título)                |